# Psammogobius knysnaensis
Psammogobius knysnaensis és una espècie de peix de la família dels gòbids i de l'ordre dels perciformes.

## Morfologia
- Els mascles poden assolir 7 cm de longitud total.[5][6]

## Hàbitat
És un peix de clima subtropical i demersal.

## Distribució geogràfica
Es troba a Sud-àfrica.

## Observacions
És inofensiu per als humans.